# 大宁国际商业广场

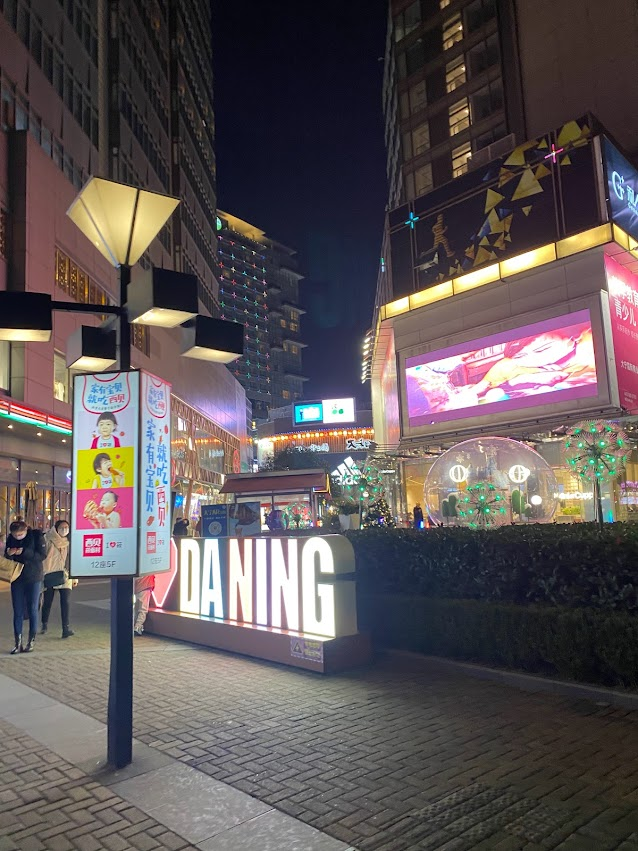
大宁国际商业广场

大宁国际商业广场簡稱大寧國際或大寧廣場，是中華人民共和國上海市靜安區的一個購物廣場，能提供餐飲、娛樂、商業零售、辦公、酒店等用途。地處共和新路、大寧路和延長路站附近，2004年10月開工建設，2005年9月19日試營業，2006年10月22日正式啟用。廣場佔地5.5萬平方米，建築25萬平方米，其中地上20萬平方米，地下5萬平方米，在建築面積用途分配方面，規劃商業零售5萬平方米，餐飲和娛樂4.5萬平方米，辦公和SOHO商住用房3.9萬平方米，文化教育1.5萬平方米，其他用途（例如健身房、旅行社和銀行等）5萬平方米。廣場內有15幢建築，並劃分為11個大小廣場，2公路步道。大宁国际商业广场由美國RTKL和上海建築設計研究有限公司設計，上海福樂思特地產發展有限公司開發，崇邦集團投資。

## 外部連結
- 官方网站